# 그리스의 경제 기적
그리스의 경제 기적(~經濟奇跡, 그리스어: Ελληνικό οικονομικό θαύμα)은 1950년부터 1973년 사이에 그리스 왕국이 급속한 경제 성장을 이루었던 기간이다. 이 기간 동안 그리스 왕국의 경제는 연평균 7%의 성장을 기록, 일본에 이어 세계 2위의 성장세를 기록했다.
그리스의 경제 성장률은 1950년대에 가장 높았으며, 연 10% 성장을 하는 일도 잦았다. 이는 현대의 "호랑이 경제(tiger economy)"에 가까운 상황이다. 공업 생산량 또한 일부 기간 사이에(주로 1960년대) 연평균 10% 성장하였다. 경제 성장은 처음에 부자와 빈자 사이의 경제적 격차를 벌려놓았고, 정치적 분열을 가중시켰다. "기적"이라는 단어는 실제로는 그리스에서는 잘 쓰이지 않았다.

## 화보

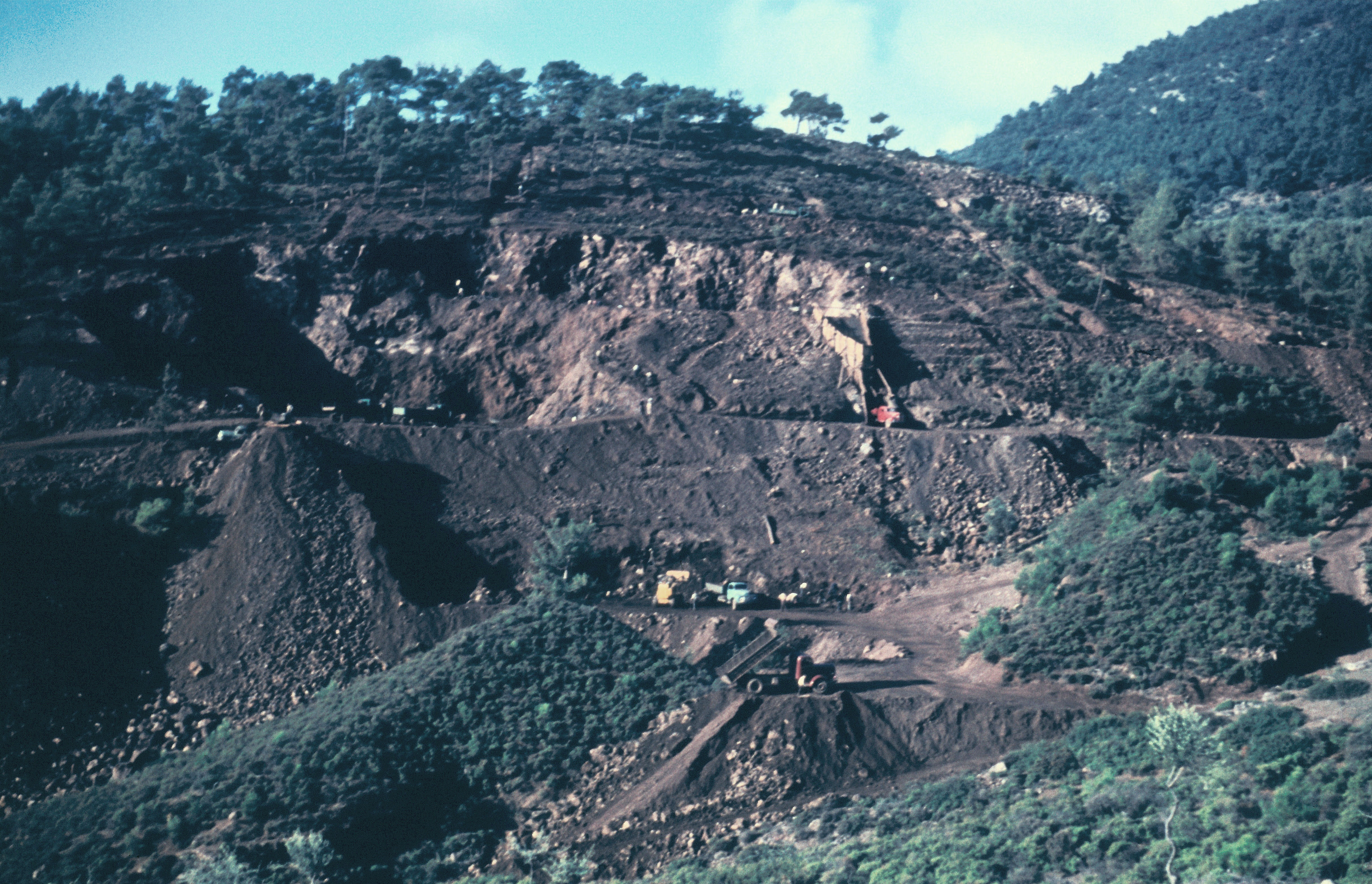
타소스섬의 철광산 (1958년)
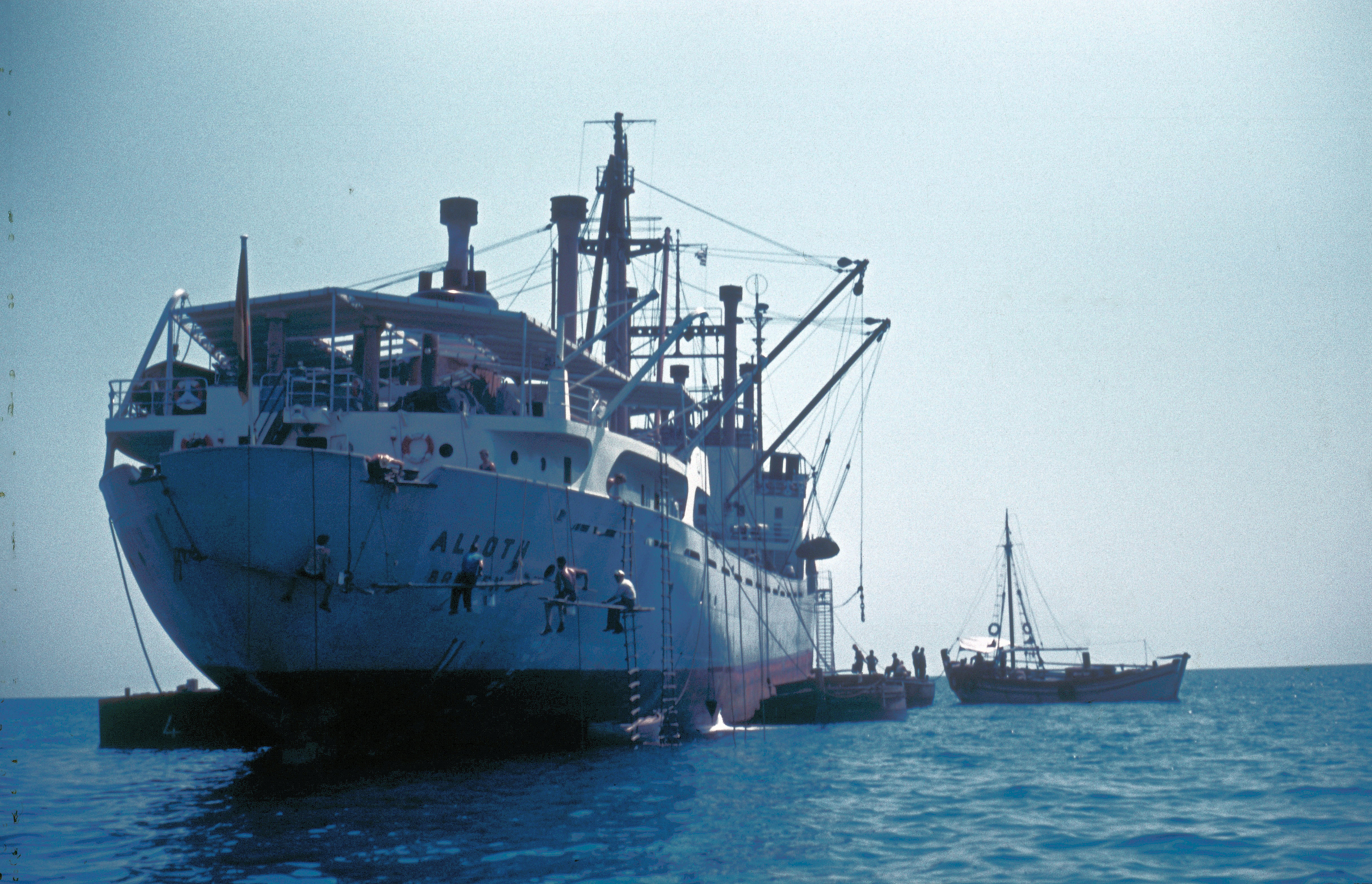
타소스섬 리메나리아(Limenaria)의 적하(積荷) 광경 (1950년대)
아티카 자동차의 경차(輕車) 아티카 200 (1963년)

## 같이 보기
- 그리스와 그리스 세계의 경제사
- 전후 경제호황

## 추가 문헌
- 타키스 포토풀로스, "Economic restructuring and the debt problem: the Greek case," International Review of Applied Economics, Vol. 6, No. 1 (1992). Retrieved: 5 May 2010.